# Petrus Cunaeus
Peter van der Kun, latinisé en Petrus Cunaeus, né en 1586 à Flessingue et mort le 2 décembre 1638 à Leyde, est un philologue et jurisconsulte néerlandais.
Considéré comme l’un des hommes les plus savants de son temps, il fut apprécié de Scaliger, Heinsius, Grotius, Casaubon, Baudius, Vulcanius, Drusius avec qui il était lié. Les langues savantes d’Orient et d’Occident lui étaient toutes également familières. La théologie, la jurisprudence, la philosophie et la politique exercèrent également son esprit épris de connaissances. Son ouvrage De Republica Hebraeorum est considéré comme « la plus puissante déclaration de théorie républicaine des premières années de la République néerlandaise. »

## Biographie
Fils d’un homme d’affaires, Cunaeus reçut sa première éducation à Middelbourg et il fut, le 23 mai 1601, inscrit, à l’âge de 14 ans, à l’université de Leyde, où il a étudié sous la direction de parents maternels, Ambroise Regemorterus, la littérature classique, le grec et l’hébreu. En 1603, il interrompit ses études pour voyager en Angleterre, où il resta assez longtemps et où il se fit connaitre de l’érudit humaniste Isaac Casaubon par son talent pour la poésie grecque. De retour à Leyde, il poursuivit ses études avec Joseph Juste Scaliger, Bonaventure de Smet et Daniel Heinsius. Passé à l’université de Franeker, il y poursuivit l’étude des langues orientales sous le célèbre Johannes van den Driesche qui l’initie à l’araméen et aux études rabbiniques, tout en assistant également aux cours de droit de Marcus Lycklama a Nijeholt et de Timaeus Faber.
De retour à Leyde le 30 novembre 1608, l’université de Leyde lui offrit, dès 1611 une chaire de professeur suppléant de latin en tant qu’intervenant sur Horace pour le nommer, le 8 février 1612, professeur suppléant de latin et de grec. Le 7 aout 1613, la chaise de professeur associé de latin lui était attribuée. Elle y ajouta, par la suite, le 8 février 1614, celle de politique puis, après son doctorat en droit, en 1615, sous Cornelius Paulinus Swanenburg (de) celle de droit. Il effectua alors, avec l’approbation des recteurs de l’université un stage dans un cabinet d’avocats de La Haye avant de reprendre, à son retour à Leyde, le 8 novembre 1615, la chaire de droit en Pandectes puis, à la mort de Swanenburg, le 20 juin 1630, celle du Code.
Les États de Hollande avaient recours à ses avis et à sa plume dans tout ce qui regardait le commerce et la marine. Vers la fin de sa carrière, les États de Zélande le nommèrent leur historiographe. Fléau des demi-savants, des pédants et des soi-disant zélateurs de l’orthodoxie, il ne manqua pas de s’attirer des querelles, notamment avec ces derniers, fanatiques religieux qui le dénoncèrent au célèbre synode de Dordrecht. D’un tempérament bilieux et colérique, il n’était pas du genre à se laisser vilipender par des fanatiques religieux sans répliquer. Il dirigea contre ces hypocrites de l’érudition la piquante satire intitulée : Sardi venales : satyra menippea in hujus seculi homines plerosque inepte eruditos. Peints Cunteus scripsil.... additaest, ex ejusdem interpretatione, D. Juliani imp. satyra inprincipes romanos, Leyde, 1612, in-16., réimprimée et traduite plusieurs fois. Il s’était longtemps occupé d’un commentaire sur Flavius-Josèphe, et il est regrettable que ce travail très avancé se soit trouvé parmi les papiers que, peu de temps avant sa mort, profitant de l’absence momentanée des siens, il jeta au feu, avec l’une domestique restée seule avec lui, et qui se conformait aveuglément à ses ordres. On a aussi de lui quelques pièces de vers latins éparses et frappées au bon coin. Ayant tendance à s’isoler beaucoup, il a néanmoins également participé à l’administration de son université, dont il fut recteur en 1623, 1624, 1632 et 1637. De son mariage avec Maria van Zeyst, fille du pensionné Nicklaus van Zeyst, le 16 mai 1616, il avait eu sept enfants.

## De Republica Hebraeorum
Les recherches de Cunaeus, qui a compté parmi les plus grands érudits chrétiens en textes juifs d’une génération comprenant Scaliger, Grotius, Vulcanius aux Pays- Bas, Johannes Buxtorf, père et fils en Allemagne et John Selden et Heinsius en Angleterre, s’inscrivent en plein pic de l’intérêt protestant pour les textes juifs à l’endroit de la politique et de l’autorité religieuse.
Cunaeus, qui correspondait également avec des savants juifs contemporains comme Manasse ben Israël, est aujourd’hui surtout connu pour son ouvrage De Republica Hebraeorum (De la république hébreue) dans lequel il décrit l’ancien royaume hébreu comme un modèle de gouvernement républicain. Cet ouvrage très acclamé a connu au moins sept éditions entre 1617 et 1700, et été traduit en néerlandais, en français et en anglais,. Il existait déjà une douzaine de livres et d’essais d’autres auteurs avec ce titre, mais l’ouvrage de Cunaeus s’en démarque par sa tentative originale de présenter l’État d’Israël à l’époque du Premier Temple, et surtout de la monarchie unifiée sous Saül, David et Salomon, comme modèle pratique pour les Provinces-Unies nouvellement indépendantes.
Cunaeus, qui était le principal expert de son époque sur Flavius Josèphe, considérait que la Bible constituait un modèle politique et juridique pour le fonctionnement d’un État indépendant. Pour lui, les Antiquités juives et Contra Apion de Flavius Josèphe, ainsi que la Mishneh Torah de Maïmonide, le Talmud et la Bible fournissaient les informations démontrant que l’État hébreu était supérieur aux États grecs ou romains. « Parce que son dieu était le vrai Dieu… l’État hébreu pouvait fonctionner comme archétype de la république idéale. Ses lois correspondaient à la loi naturelle, et son esprit social découlait directement de l’impératif divin de justice. Cet État ne fut ni une monarchie, ni une oligarchie, ni une démocratie, mais une république, dont le sénat – le Sanhédrin – et les magistrats, y compris les juges et les prêtres, appliquaient et exécutaient les lois divinement ordonnées dans des situations civiques ordinaires. »
La lecture par Cunaeus de l’État hébreu comme une république fédérale a directement influencé la formation du gouvernement de la République néerlandaise,, même si la république que celui-ci imaginait n’était pas celle de l’homme ordinaire, mais une république modelée sur une république hébraïque ancienne imaginée dans lequel le Sanhédrin aurait été composée d’« hommes choisis non parmi les plébéiens, mais les plus nobles, sur leur honorable filiation. », où les rois hébreux, étaient des monarques constitutionnels, redevables à l’Assemblée législative du pouvoir d’intervenir dans les affaires religieuses de la nation.
Cunaeus craignait que la république hollandaise ne connaisse, en conséquence de la belle vie et des querelles égoïstes entre ses dirigeants, le même destin qu’Athènes et Rome. Sa description d’une république hébraïque, où « les conseils de tous fournissent la sécurité à tous, et où les villes, qui étaient nombreuses, n’aient pas toutes pour seul but leur propre domination, mais utilisent toutes leurs efforts pour défendre la liberté publique » était destinée à servir de modèle à sa nation afin d’empêcher une telle calamité,.
La République hébreue envisagée par Cunaeus était une communauté vertueuse de petits exploitants agricoles républicains. La fabrication et le commerce conduisant, selon lui, à toutes sortes de corruption morale, à l’effondrement du gouvernement républicain vertueux, la vertu étant assimilée à la simplicité matérielle, de petits exploitants agricoles et une répartition égalitaire des richesses. Cunaeus conclut son ouvrage sur un appel à la tolérance et la sympathie envers ses contemporains juifs.

## Publications
- (la) Notae et animadversiones in Nonni panopolitae Dyonysiaca, Leyde, 1610.
- (la) Juliani Imperatoris, Caesares, sive satyrae in Principes Romanos, Leyde, 1612.
- (la) Sardi venales, satyra menippea in hujus seculi homines plerosque inepte eruditos, Leyde, Christophe Plantin, 1612, Amsterdam 1666, en français sous le titre : La Réforme dans la république des lettres, ou, Discours sur les pretentions ridicules des demi sçavans, anciens et modernes, Cologne [i.e. Pays-Bas], chez *****, 1695.
- (la) De Republica Hebraeorum libri III, 3 vol., Louis Elsevier (en), Leyde, 1617, 538 p.
- (nl) De Republyk der Hebreën of gemeenebest der Jooden, in drie boeken door Petrus Cunaeus, in 't latijn beschreven, en nu uit 't Latijn vertaald en met printverbeeldingen en nodige inlassingen verrijkt enz, Leyde, 1682-1702, 4 vol.

## Sources
- « Petrus Cunaeus », dans Louis-Gabriel Michaud, Biographie universelle ancienne et moderne : histoire par ordre alphabétique de la vie publique et privée de tous les hommes avec la collaboration de plus de 300 savants et littérateurs français ou étrangers, 2e édition, 1843-1865 [détail de l’édition]